# Luxgen URX
Luxgen URX — 7-місний середньорозмірний кросовер виробництва тайванської автомобільної компанії Luxgen. URX також вироблявся та продавався в Китаї спільним підприємством Dongfeng-Yulon.

## Огляд
URX був розроблений науково-дослідним центром Yulon, HAITEC. Заснований на тій же платформі, що й компактний кросовер Luxgen U6, але розташований над ним. URX може мати до 7 місць і навіть спеціальну платформу в багажному відділенні для інвалідних візків і зберігання вантажу. Він вперше був запущений на Тайвані в 2019 році за ціною від 848 000 до 1,12 мільйона NT$ (від 28 021 до 37 009 доларів США).
 

URX оснащений 1,8-літровим двигуном з турбонаддувом потужністю 204 к.с. (152 кВт) і 300 Н⋅м. Коробка передач - 6-ступінчаста МКПП. 

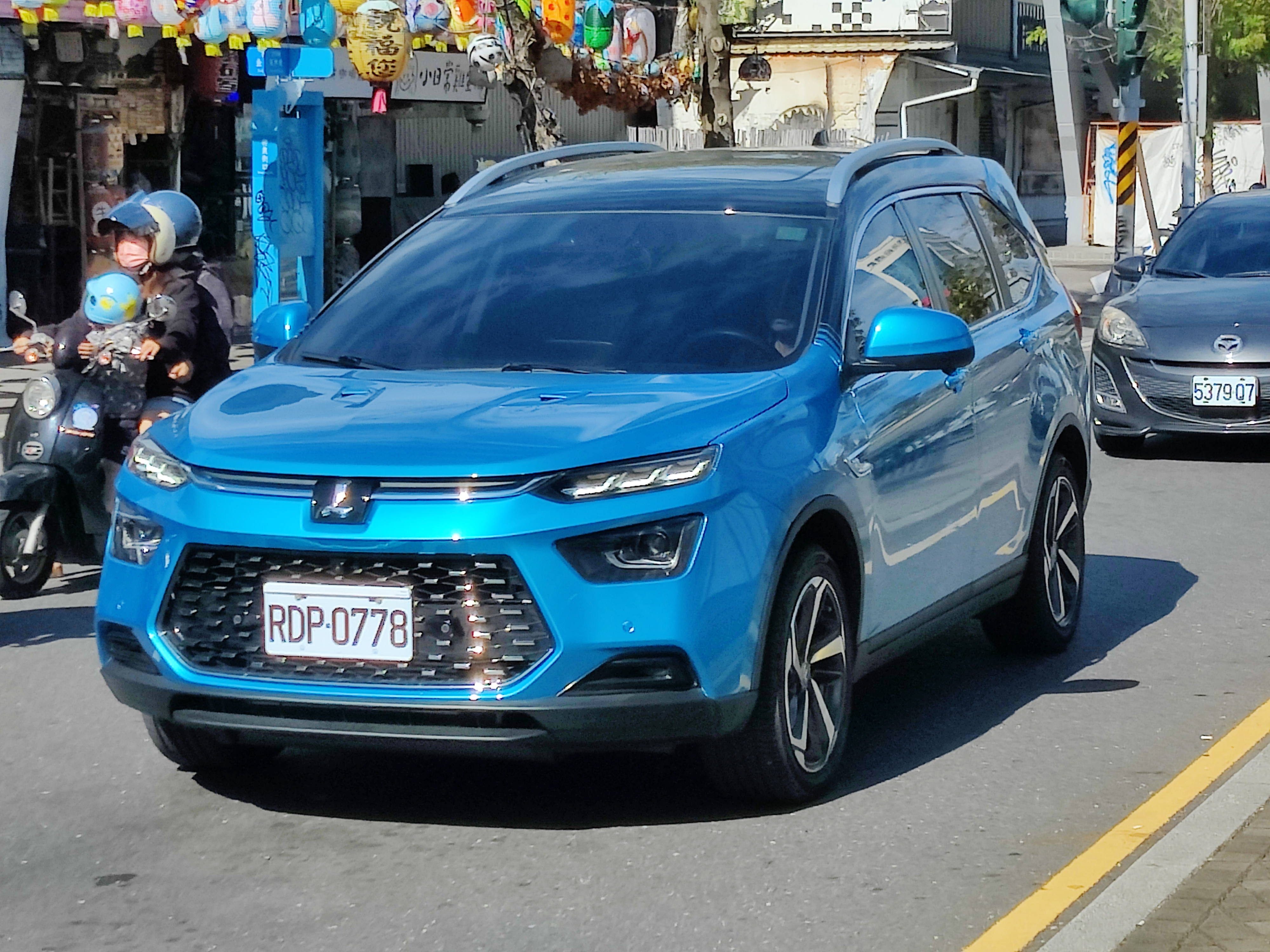
Вид спереду
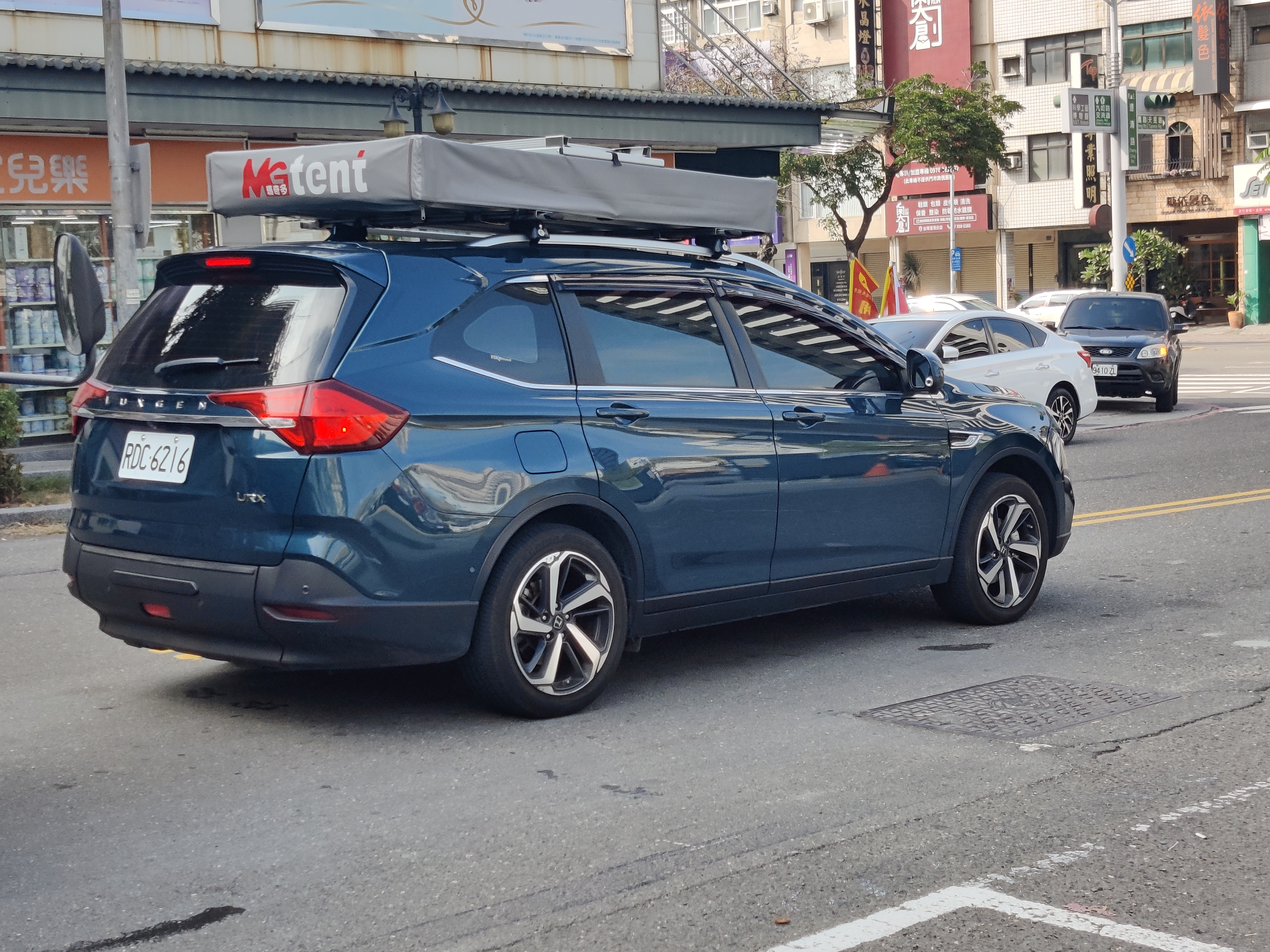
Вид ззаду
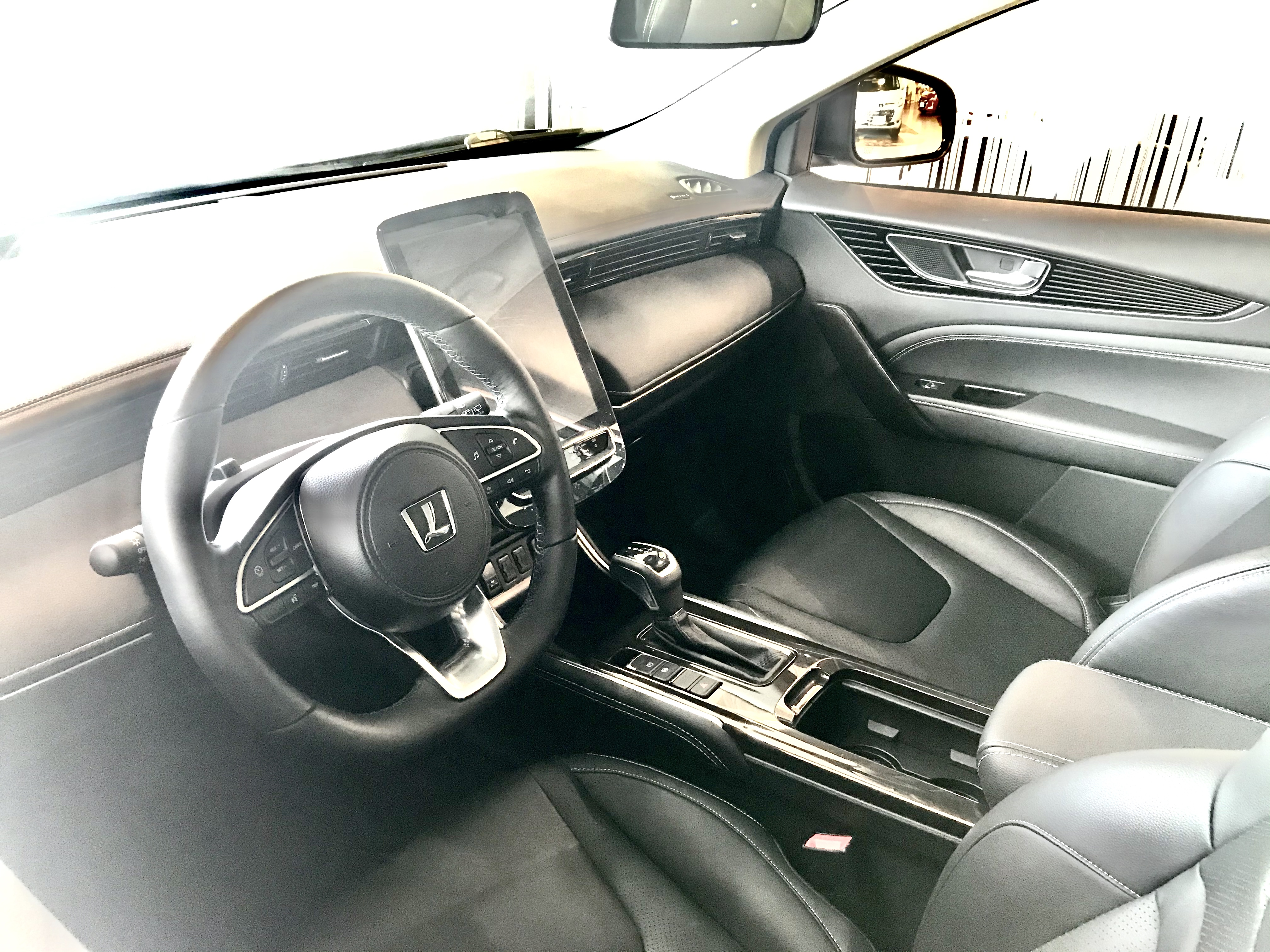
Інтер’єр

## URX Neo
URX отримав фейсліфт для 2023 модельного року під назвою URX Neo. URX Neo має оновлену передню панель і задні ліхтарі на всю ширину, в той час як трансмісія залишається без змін. Перероблена інформація панелі приладів інтегрована та проектується на проекційний дисплей HUD за допомогою доповненої реальності, а 12-дюймовий сенсорний екран HD використовується для відображення різноманітної інформації про водіння та налаштування налаштувань різних функцій автомобіля. Центральний сенсорний екран управління представив інтерфейс людського фактору Luxgen Think+ 5.0 і збільшив роздільну здатність доповненої реальності до 1,2 мільйона пікселів.  

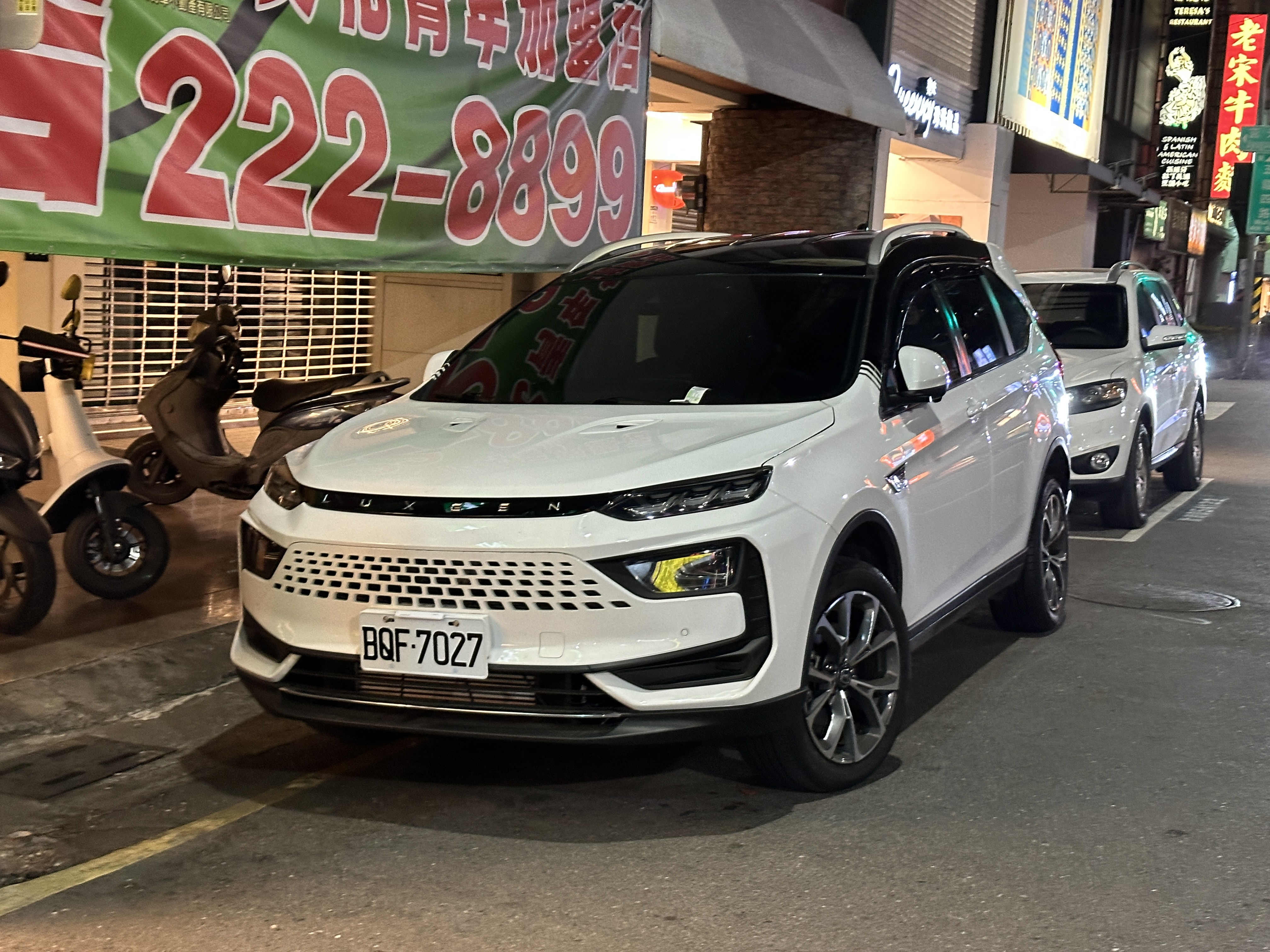
Вид спереду
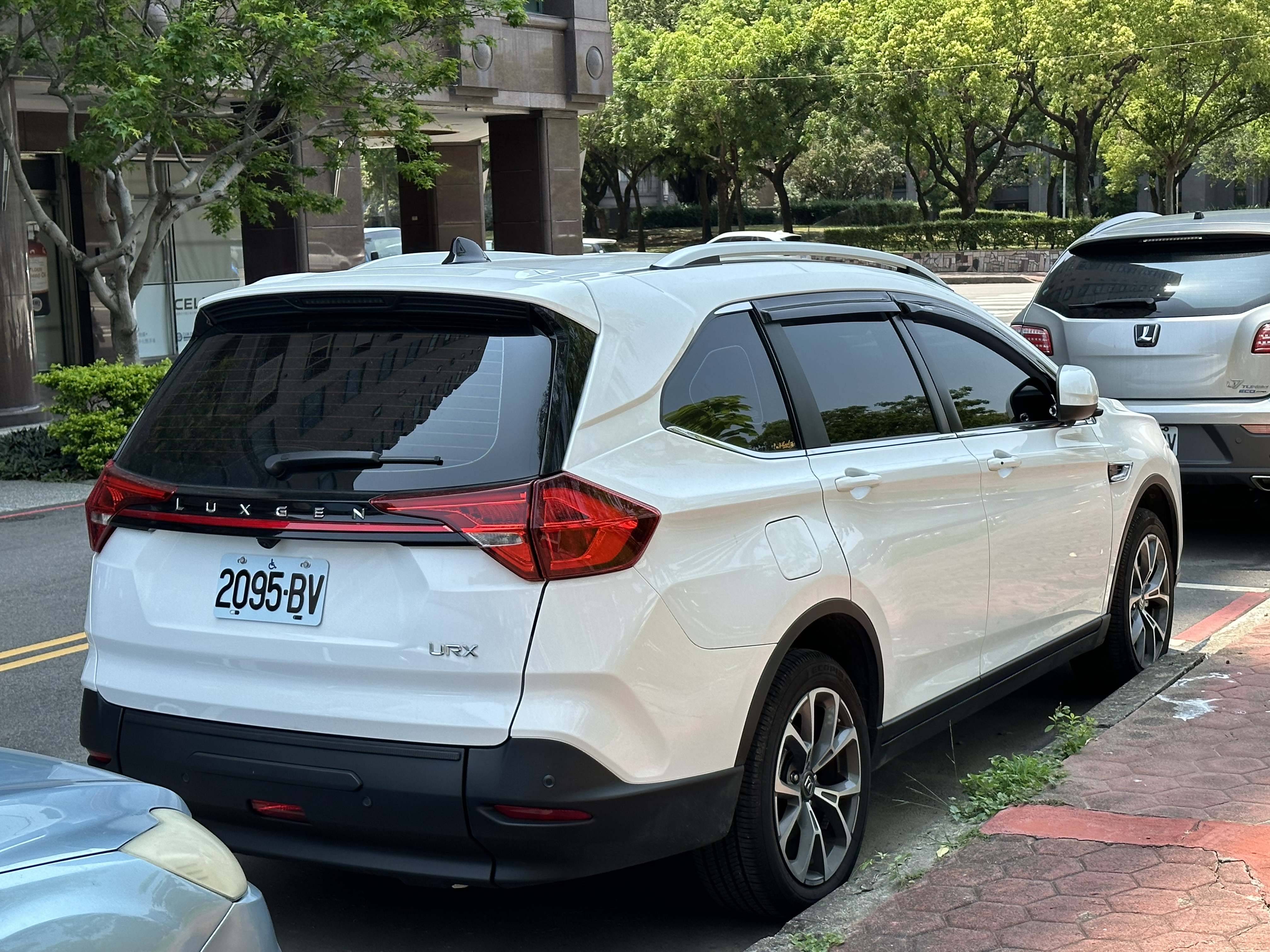
Вид ззаду
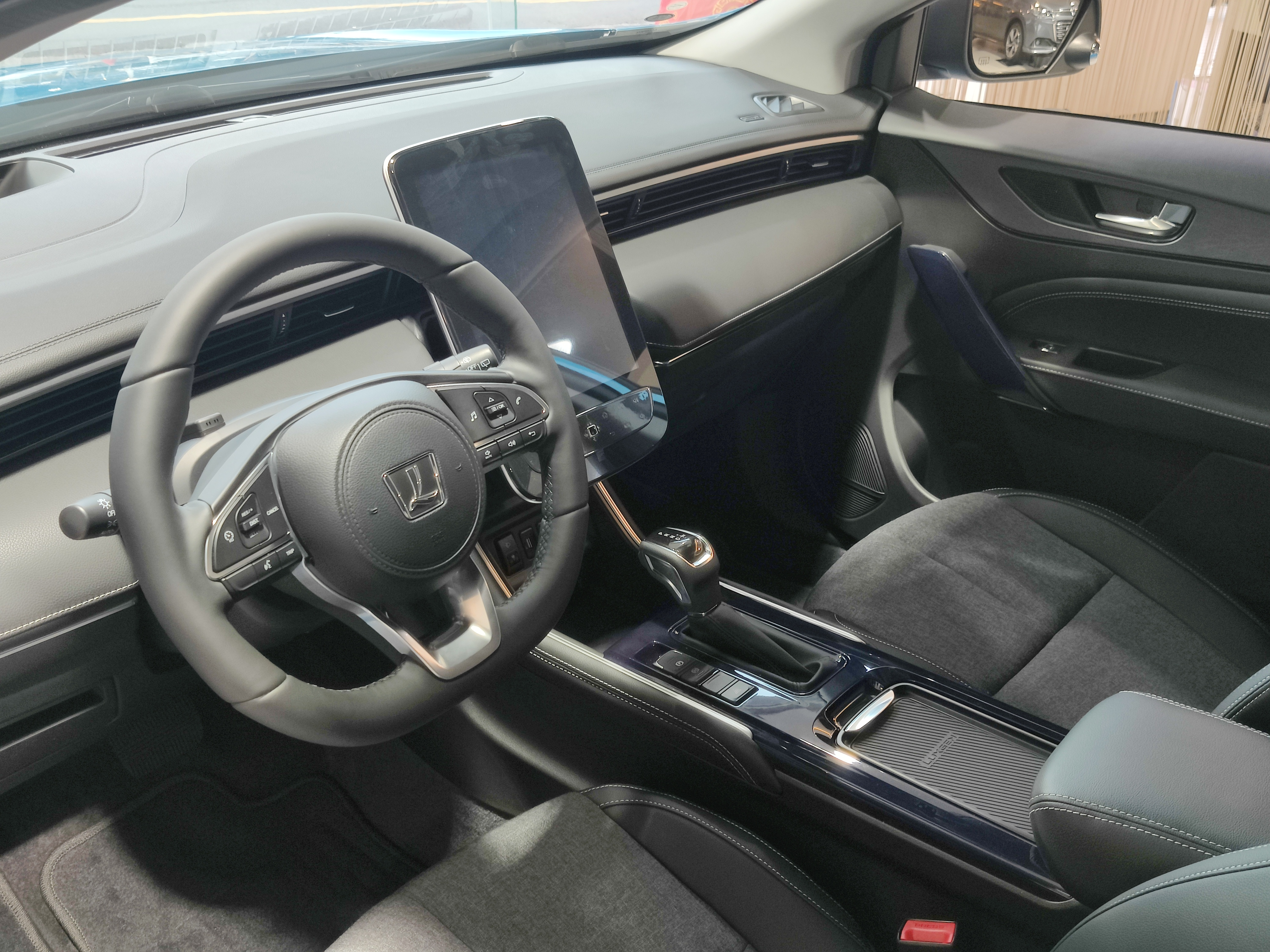
Інтер’єр